# Kyrillos Lukaris
Kyrillos Lukaris, född 13 november 1572, död 27 juni 1638, var en grekisk teolog.
Kyrillos Lukaris blev efter studier bland annat i Italien och Polen patriark i Alexandria 1602. Fortsatta studier samt brevväxling med västerländska lärde förde honom till en i väsentliga stycken kalvinisk åskådning. Som patriark i Konstantinopel från 1620 arbetade han i samförstånd med holländsk legationspastorn Anton Leger för reformation av ortodoxa kyrka och lät utge bibeln och en katekes på nygrekiska samt grundade skolor. Han polemiserade mot katolicismen, särskilt jesuiterna, och trädde i förbindelse med bland andra Axel Oxenstierna och ärkebiskop William Laud i England. Stort uppseende väckte hans 1629 utgivna trosbekännelse Confessio fidei med grekisk text från 1633. Kyrillos Lukaris fördrevs upprepade gånger och blev slutligen anklagad hos sultanen för förräderi och strypt på dennes befallning. Den efterföljande grekisk-ortodoxa teologin tog avstånd från Kyrillos Lukaris kalvinska tendenser.